# (They Long to Be) Close to You
"(They Long to Be) Close to You" là một bài hát được đồng viết lời bởi Burt Bacharach và Hal David, được thu âm lần đầu tiên bởi nghệ sĩ thu âm người Mỹ Richard Chamberlain và phát hành như là đĩa đơn mặt B cho bài hát năm 1963 của ông "Blue Guitar". Nó cũng được thu âm lại bởi nhiều nghệ sĩ khác nhau, như Dionne Warwick, Dusty Springfield, Dinah Washington và Lionel Hampton lẫn tác giả của bài hát Bacharach, tuy nhiên "(They Long to Be) Close to You" chỉ thực sự trở nên phổ biến qua phiên bản hát lại của bộ đôi nhóm nhạc người Mỹ The Carpenters cho album phòng thu thứ hai của họ, Close to You (1970). Nó được phát hành vào ngày 15 tháng 5 năm 1970 như là đĩa đơn đầu tiên trích từ album bởi A&M Records. Phiên bản của The Carpenters được sản xuất của Jack Daugherty, sau khi nhóm nhận được lời đề nghị thu âm từ người đồng sở hữu của hãng đĩa Herb Alpert mặc dù ông từng được đề nghị thể hiện bài hát bởi Bacharach.
Sau khi phát hành, "(They Long to Be) Close to You" nhận được những phản ứng tích cực từ các nhà phê bình âm nhạc, trong đó họ đánh giá cao chất giọng ấm áp từ giọng ca chính của nhóm Karen Carpenter cũng như quá trình sản xuất nó. Ngoài ra, bài hát còn gặt hái nhiều giải thưởng và đề cử tại những lễ trao giải lớn, bao gồm ba đề cử giải Grammy cho Thu âm của năm, Cải biên nhạc khí có ca sĩ xuất sắc nhất và Trình diễn giọng đương đại xuất sắc nhất bởi bộ đôi, nhóm nhạc hoặc đồng ca tại lễ trao giải thường niên lần thứ 13, và chiến thắng một giải sau. "(They Long to Be) Close to You" cũng tiếp nhận những thành công vượt trội về mặt thương mại, đứng đầu các bảng xếp hạng ở Úc và Canada, đồng thời vươn đến top 10 ở Ireland và Vương quốc Anh. Tại Hoa Kỳ, nó đạt vị trí số một trên bảng xếp hạng Billboard Hot 100 trong bốn tuần liên tiếp, trở thành đĩa đơn quán quân đầu tiên của The Carpenters tại đây.
Một video ca nhạc cho "(They Long to Be) Close to You" đã được phát hành, trong đó bao gồm những cảnh The Carpenters và ban nhạc trình diễn bài hát trong một khán phòng. Ngoài ra, nhóm cũng trình diễn nó trên nhiều chương trình truyền hình và lễ trao giải lớn, bao gồm The David Frost Show, The Ed Sullivan Show và chương trình đặc biệt Carpenters: Live at the BBC, cũng như trong nhiều chuyến lưu diễn của họ. Được ghi nhận là bài hát trứ danh trong sự nghiệp của họ, "(They Long to Be) Close to You" đã được hát lại và sử dụng làm nhạc mẫu bởi nhiều nghệ sĩ, như Andy Williams, Diana Ross, Stevie Wonder, Michael Bolton, Harry Connick Jr. và dàn diễn viên của Glee, cũng như xuất hiện trong nhiều tác phẩm điện ảnh và truyền hình, bao gồm The Experts, House of Lies, The Simpsons và The Simpsons Movie. Ngoài ra, bài hát còn nằm trong nhiều album tuyển tập của The Carpenters, như The Singles: 1969–1973 (1973), Yesterday Once More (1984) và Interpretations: A 25th Anniversary Celebration (1995).

## Danh sách bài hát
Đĩa 7"
1. "(They Long to Be) Close to You" – 3:40
2. "I Kept on Lovin' You" – 2:20

## Xếp hạng
| Bảng xếp hạng (1970)                  | Vị trí cao nhất |
| ------------------------------------- | --------------- |
| Úc (Go-Set)                           | 1               |
| Bỉ (Ultratop 50 Flanders)             | 30              |
| Canada (RPM)                          | 1               |
| Ireland (IRMA)                        | 6               |
| Hà Lan (Single Top 100)               | 30              |
| Anh Quốc (OCC)                        | 6               |
| Hoa Kỳ Billboard Hot 100              | 1               |
| Hoa Kỳ Adult Contemporary (Billboard) | 1               |

| Bảng xếp hạng (1970)                 | Vị trí |
| ------------------------------------ | ------ |
| Australia (Go-Set)                   | 2      |
| Canada (RPM)                         | 9      |
| UK Singles (Official Charts Company) | 49     |
| US Billboard Hot 100                 | 2      |

| Bảng xếp hạng                | Vị trí |
| ---------------------------- | ------ |
| US Billboard Hot 100         | 255    |
| US Billboard Hot 100 (Women) | 81     |

## Chứng nhận
| Quốc gia | Chứng nhận | Số đơn vị/doanh số chứng nhận |
| --- | ---------- | ----------------------------- |
| Hoa Kỳ (RIAA) | Vàng       | 1.000.000^                    |
| * Chứng nhận dựa theo doanh số tiêu thụ. ^ Chứng nhận dựa theo doanh số nhập hàng. ‡ Chứng nhận dựa theo doanh số tiêu thụ và phát trực tuyến. |            |                               |